# Quercétagétine
La quercétagétine est un composé organique de la famille des flavonols, un sous-groupe de flavonoïdes. Elle est notamment présente chez les plantes du genre Eriocaulon.

## Hétérosides
- Le Quercétagétine-6-O-β-D-glucopyranoside présent dans Tagetes mandonii[3].

## Formes méthylées
- Axillarine ou quercétagétine 3,6-diméthyléther ;
- Spinacétine ou quercétagétine 3',6-diméthyléther ;
- Patulétine ou quercétagétine 6-méthyléther ;
- Jacéidine ou quercétagétine 3,3',6-triméthyléther ;
- Chrysosplénétine ou quercétagétine 3,6,7,3'-tétraméthyléther ;